# Чемпионат России по фигурному катанию 1996
Чемпионат России по фигурному катанию на коньках 1996 — соревнование по фигурному катанию среди российских фигуристов сезона 1995—1996 года, организованное Федерацией фигурного катания на коньках России.
На чемпионате 1996 года спортсмены соревновались в мужском и женском одиночном катании, парном фигурном катании и в спортивных танцах на льду.
Проводился чемпионат в Самаре с 26 по 29 декабря 1995 года.

## Результаты

### Мужчины
| Место | Имя                |
| ----- | ------------------ |
| 1     | Алексей Урманов    |
| 2     | Илья Кулик         |
| 3     | Игорь Пашкевич     |
| 4     | Алексей Ягудин     |
| 5     | Олег Татауров      |
| 6     | Евгений Плющенко   |
| 7     | Руслан Новосельцев |
| 8     | Сергей Теленков    |
| 9     | Роман Екимов       |
| 10    | Игорь Синютин      |
| 11    | Роман Скорняков    |
| 12    | Сергей Рылов       |
| 13    | Денис Боровик      |
| 14    | Сергей Давыдов     |
| 15    | Алексей Федосеев   |
| 16    | Павел Керша        |
| 17    | Роман Серов        |
| 18    | Александр Абт      |

### Женщины
| Место | Имя                |
| ----- | ------------------ |
| 1     | Мария Бутырская    |
| 2     | Ирина Слуцкая      |
| 3     | Ольга Маркова      |
| 4     | Елена Иванова      |
| 5     | Елена Пингачева    |
| 6     | Елена Соколова     |
| 7     | Юлия Солдатова     |
| 8     | Надежда Канаева    |
| 9     | Ирина Семеренко    |
| 10    | Наталья Рыжова     |
| 11    |                    |
| 12    | Татьяна Тотьмянина |

## Пары
| Место | Имя                                        | SP | LP |
| ----- | ------------------------------------------ | -- | -- |
| 1     | Евгения Шишкова / Вадим Наумов             | 1  | 1  |
| 2     | Марина Ельцова / Андрей Бушков             | 3  | 2  |
| 3     | Оксана Казакова / Артур Дмитриев           | 2  | 3  |
| 4     | Мария Петрова / Антон Сихарулидзе          |    |    |
| 5     | Наталья Крестьянинова / Алексей Торчинский |    |    |
| 6     | Ольга Сёмкина / Андрей Чувилаев            |    |    |
| 7     | Ирина Масленникова / Константин Красненков |    |    |
| 8     | Виктория Максюта / Владислав Жовнирский    |    |    |
| 9     | Оксана Чупкина / Павел Халдин              |    |    |
| 10    | Алёна Мальцева / Олег Попов                |    |    |

### Танцы
| Место | Имя                                   |
| ----- | ------------------------------------- |
| 1     | Оксана Грищук / Евгений Платов        |
| 2     | Анжелика Крылова / Олег Овсянников    |
| 3     | Ирина Лобачёва / Илья Авербух         |
| 4     | Анна Семенович / Владимир Фёдоров     |
| 5     | Ольга Шарутенко / Дмитрий Наумкин     |
| 6     | Екатерина Гвоздкова / Николай Морозов |
| 7     | Ханым Стережанова / Ринат Фархутдинов |
| 8     | Татьяна Евдокимова / Сергей Топоров   |
| 9     | Татьяна Окишова / Денис Синцов        |
| ????? |                                       |